# Albert Arthur Allen
Albert Arthur Allen (* 8. Mai 1886 in Grafton, Massachusetts; † 25. Januar 1962 in Hayward, Kalifornien) war ein US-amerikanischer Fotograf und Filmregisseur, der für Aktporträts bekannt ist.

## Biografie
Allen wurde 1886 in einer wohlhabenden Familie in Neu England geboren und in Boston erzogen. Im Alter von 21 Jahren zog er nach Kalifornien und verbrachte Jahre damit, zu reisen und Kunst zu studieren. Im Jahr 1916 eröffnete er die Allen Art Studios in Oakland, Kalifornien, wo er sich der Verfeinerung fotografischer Techniken widmete. Das Studio wurde später als Allen Institute of Fine and Applied Art bekannt, bevor es 1925 durch einen Brand zerstört wurde. Im folgenden Jahr baute Allen das Studio um und nannte es Classic Motion Picture Corporation, ein Unternehmen, das zwei Jahre andauerte, bevor es Konkurs erklären musste. Seinen einzig bekannten Film inszenierte er 1927 mit  Forbidden Daughters.
Ein Motorradunfall im Jahr 1923 ließ Allen dauerhaft behindert, aber er arbeitete weiter. Seine Aktfotos galten in den 1920er Jahren nach amerikanischen Maßstäben als skandalös. Er wurde angeklagt, obszönes Material über die zwischenstaatliche Post geschickt zu haben und verbrachte Jahre in Rechtsstreitigkeiten.
Über Allens späteres Leben ist wenig bekannt. Seine erste kommerzielle Ausstellung fand erst 1979 statt, 17 Jahre nach seinem Tod.
Allen starb in Hayward, Kalifornien, im Alter von 75 Jahren. Er wurde von seinem Sohn Friedrich überlebt.
| Personendaten    | Personendaten                                |
| ---------------- | -------------------------------------------- |
| NAME             | Allen, Albert Arthur                         |
| KURZBESCHREIBUNG | US-amerikanischer Fotograf und Filmregisseur |
| GEBURTSDATUM     | 8. Mai 1886                                  |
| GEBURTSORT       | Grafton, Massachusetts, Vereinigte Staaten   |
| STERBEDATUM      | 25. Januar 1962                              |
| STERBEORT        | Hayward, Kalifornien, Vereinigte Staaten     |